# Sagostunden
Sagostunden är ett program på SVT där en uppläsare läser ur en saga.

## Vinjett
Vinjetten är tecknad av Per Åhlin och musiken är komponerad av Bengt Ernryd.

## Uppläsare
- Astrid Lindgren (Om Pippi Långstrump och Mio min Mio)
- Jan Nygren